# Puy-du-Lac

Puy-du-Lac este o comună în departamentul Charente-Maritime, Franța. În 1 ianuarie 2022 avea o populație de 521 de locuitori.